# Ado (piosenkarka)
Ado (jap. アド, ur. 24 października 2002 w Tokio) – japońska wokalistka i producentka muzyczna, wykonująca muzykę j-pop. 

## Kariera muzyczna

### Wczesne życie i początki z muzyką
Ado urodziła się 24 października w stolicy Japonii, Tokio.
W 2017 roku zaczęła śpiewać jako utaite (internetowa piosenkarka coverowa) w serwisie internetowym Niconico, zaczynając od przesłania 10 stycznia 2017 roku filmu, na którym śpiewa cover utworu Kimi no Taion.  W Nippon TV powiedziała, że w czasie, gdy była piosenkarką utaite, pokryła swoją szafę materiałem dźwiękochłonnym i w niej nagrała.
W 2019 roku zaśpiewała w cyfrowym singlu Kujira Kinmokusei, który ukazał się 23 grudnia 2019 roku. Kilka miesięcy później wystąpiła jako wokalistka w cyfrowym singlu Shikabanēze Jon-Yakitory, który ukazał się 29 marca 2020 roku. W maju 2020 roku wzięła udział w albumie kompilacyjnym Pony Canyon Palette4. Nagrała dwie piosenki na album Call Boy od Syudou i Taema Naku Ai iro od Shishi Shishi.

### Debiut w dużej wytwórni i pierwszy album: 2020–2022
15 października 2020 roku Ado ogłosiła, że zadebiutuje w japońskiej sub-wytwórni Universal Music Group - Virgin Music.
Ado zadebiutowała 23 października 2020 singlem Usseewa, który zajął 1. miejsce na liście Billboard Japan Hot 100, Oricon Digital Singles Chart i Oricon Streaming Chart. Piosenka osiągnęła 100 milionów odtworzeń na liście Billboard Japan w ciągu 17 tygodni od umieszczenia na liście, co było szóstym najszybszym wynikiem w historii i najszybszym w przypadku solowej piosenkarki.
W październiku Ado ogłosiła swój debiutancki album studyjny Kyōgen. Wydany 26 stycznia 2022 roku Kyōgen sprzedał się w ponad 140 000 fizycznych egzemplarzy w pierwszym tygodniu, co jest pierwszym osiągnięciem żeńskiej artystki od czasu debiutanckiego albumu Superfly z 2008 roku o tym samym tytule. Ado została pierwszą artystką, której debiutancki album znalazł się na pierwszym miejscu w pierwszym tygodniu na japońskich listach przebojów od albumu studyjnego Miwy z 2011 roku, Guitarissimo.

### Dalsza kariera i sukces międzynarodowy
8 czerwca 2022 roku ujawniono obsadę japońskiego filmu animowanego One Piece Film: Red. Wśród obsady Ado została ujawniona jako aktorka głosowa postaci Uty w scenach śpiewanych, podczas gdy Kaori Nazuka powtórzyła swoją rolę w reszcie scen Uty. Tego samego dnia Ado wydała New Genesis, singiel promujący film. Utwór odniósł sukces komercyjny na różnych listach przebojów, osiągając szczyt na pierwszym miejscu na Japan Hot 100 i dwudziestym w Billboard Global 200. Dwa tygodnie później wydała kolejną piosenkę I'm Invincible, która ostatecznie osiągnęła szczyt na drugim miejscu na Japan Hot 100 i numer trzy na liście Oricon Combined Singles.  W sierpniu 2022 Ado wydała album ze ścieżką dźwiękową Uta's Songs: One Piece Film: Red. Album odniósł globalny sukces na różnych listach przebojów. Na japońskich listach przebojów Ado została pierwszą artystką, która zajęła pięć pierwszych miejsc na liście Billboard Japan Hot 100. 
Pod koniec 2022 roku Ado wydała single Rebellion i Missing. W grudniu 2022 wyruszyła w swoją pierwszą trasę koncertową po Japonii Mirage Tour, a w czerwcu 2023 w drugą trasę koncertową Mars. 3 sierpnia 2023 roku Ado wystąpiła w japońskiej wersji utworu Unforgiven południowokoreańskiego zespołu Le Sserafim. We wrześniu 2023 roku Ado wydała utwór Show, zamówiony przez Universal Studios Japan w celu promocji ich wydarzenia z okazji Halloween, Halloween Horror Nights. W październiku 2023 roku wydała Kura Kura, który został wykorzystany jako motyw otwierający drugi sezon anime adaptacji Spy × Family. Ado ogłosiła swoją pierwszą światową trasę koncertową Wish w dniu swoich 21. urodzin; trwała ona od lutego do kwietnia 2024 roku.
W 2024 roku została twórczynią i producentką j-popowego girlsbandu Phantom Siita.
W lipcu 2024 roku wydała swój drugi album studyjny, Zanmu.
W październiku 2024 roku Ado ogłosiła swoją drugą światową trasę koncertową Hibana, która ma trwać od kwietnia do sierpnia 2025 roku. 
W grudniu 2024 za pośrednictwem social mediów zapowiedziano podjęcie przez nią współpracy z zespołem Imagine Dragons, z którym wokalistka nagrała remix utworu "Take me to the beach". Premiera remixu zapowiedziana została na 16 grudnia 2024.

## Życie osobiste
Ado nigdy nie opublikowała swojego wizerunku, ani konkretnych informacji o sobie; zamiast tego posługuje się unikalnym avatarem w stylistyce mangi. 

## Dyskografia

### Albumy
- Kyogen (2022)
- Zanmu (2024)

### Single
- Usseewa (2020)
- Readymade (2020)
- Gira Gira (ギラギラ) (2021)
- Odo (2021)
- Yoru no Pierrot (夜のピエロ) (2021)
- Aitakute (会いたくて) (2021)
- Ashura-chan (阿修羅ちゃん) (2021)
- Eien no Akuruhi (永遠のあくる日) (2022)
- New Genesis (2022)
- I'm Invincible (2022)
- Backlight (逆光) (2022)
- Rebellion (リベリオン) (2022)
- Missing (行方知れず) (2022)
- I'm a Controversy (アタシは問題作) (2023)
- Ibara (2023)
- Himawari (2023)
- Show (2023)
- Dignity (2023)
- Kura Kura (2023)
- All Night Radio (2023)
- Unravel (2023)
- Dawn and Fireflies (夜明けと蛍) (2023)
- Chocolat Cadabra  (2024)
- Value  (2024)
- Mirror  (2024)
- Rule (ルル)  (2024)
- Shoka (初夏)  (2024)
- Sakura Biyori and Time Machine (桜日和とタイムマシン) (z Hatsune Miku) (2024)
- Bouquet for me (2025)
- ROCKSTAR (2025)